# Primary van Michigan 2008
De primaries van Michigan waren voorverkiezingen die in 2008 op 15 januari werden gehouden. Ze werden gewonnen door Hillary Clinton en Mitt Romney.
Belangrijke onderwerpen tijdens de primaries waren de slechte economie (met dik zeven procent werkloosheid). Romney benadrukte in zijn overwinningsspeech: "Ik zal vechten voor elke industrie hier in Amerika". Romney is in deze staat geboren en zijn vader was er gouverneur in de jaren zestig.

## Democraten
Hoewel de Democraten een voorverkiezing hielden, bestond er geen mogelijkheid om afgevaardigden voor het partijcongres te kiezen, omdat de nationale Democratische Partij het recht had ontzegd aan afgevaardigden van Michigan hun stem uit te brengen gedurende het partijcongres, als straf voor het tè vroeg houden van de voorverkiezingen.
| Legenda: | Teruggetrokken voor de primary |

| Michigan Democratische primary 2008 | Michigan Democratische primary 2008 | Michigan Democratische primary 2008 | Michigan Democratische primary 2008 | Michigan Democratische primary 2008 |
| Kandidaat                           | Stemmen                             | Percentage                          | Gedelegeerden                       | Current Estimate                    |
| ----------------------------------- | ----------------------------------- | ----------------------------------- | ----------------------------------- | ----------------------------------- |
| Hillary Clinton                     | 328.309                             | 55,23%                              | 0 [73]                              | 34,5                                |
| Dennis Kucinich                     | 21.715                              | 3,65%                               | 0                                   | 0                                   |
| Christopher Dodd                    | 3.845                               | 0,65%                               | 0                                   | 0                                   |
| Mike Gravel                         | 2.361                               | 0,40%                               | 0                                   | 0                                   |
| Neutraal                            | 238.168                             | 40,07%                              | 0                                   | 0                                   |
| Barack Obama                        |                                     |                                     | 0                                   | 29,5                                |
| Totaal                              | 594.398                             | 100,00%                             | -                                   | 64                                  |

## Republikeinen
Bij de Republikeinen won Mitt Romney (39%), met als tweede John McCain (30%), daarna Mike Huckabee (16%), Ron Paul (8%), Fred Thompson (4%) en Rudy Giuliani (3%).
| Michigan Republikeinse primary 2008 | Michigan Republikeinse primary 2008 | Michigan Republikeinse primary 2008 | Michigan Republikeinse primary 2008 |
| Kandidaat                           | Stemmen                             | Percentage                          | Gedelegeerden                       |
| ----------------------------------- | ----------------------------------- | ----------------------------------- | ----------------------------------- |
| Mitt Romney                         | 338.316                             | 38,92%                              | 24                                  |
| John McCain                         | 257.985                             | 29,68%                              | 5                                   |
| Mike Huckabee                       | 139.764                             | 16,08%                              | 1                                   |
| Ron Paul                            | 54.475                              | 6,27%                               | 0                                   |
| Fred Thompson                       | 32.159                              | 3,7%                                | 0                                   |
| Rudy Giuliani                       | 24.725                              | 2,84%                               | 0                                   |
| Neutraal                            | 18.118                              | 2,08%                               | 0                                   |
| Duncan Hunter                       | 2.819                               | 0,32%                               | 0                                   |
| Totaal                              | 869.169                             | 100%                                | 30                                  |